# Castel di Casio
Castel di Casio är en ort och kommun i storstadsregionen Bologna, innan 2015 i provinsen Bologna, i regionen Emilia-Romagna i Italien. Kommunen hade 3 410 invånare (2018).